# 義操
義操，又稱青龍寺義操，唐朝唐密比丘，生卒年及籍貫不詳，師承唐密七祖惠果阿闍梨並從其處獲得胎藏、金剛兩法脈傳承，住於長安青龍寺東塔院，歷經唐顺宗（805年）、唐宪宗（805－820年）、唐穆宗（820－824年）三朝，被尊為國師。
義操曾以梵文寫下《千臂軍荼利梵字真言》，也曾於元和年間編纂《胎藏金剛教法名號》二卷、長慶元年（821年）翻譯《西方陀羅尼藏中金剛族阿蜜哩多軍荼利法》一卷。
義操與日本東密始祖空海為同門師兄弟，也是摯友關係。空海返日之前曾做〈留別青龍寺義操阿闍梨〉詩，詩云：「同法同門喜遇深，隨空白霧忽歸岑。一生一別難再見，非夢思中數數尋。」

## 弟子
惠果門下在中國的傳承以義操一脈最盛。當時接受義操灌頂的人非常多，其中接受金剛、胎藏兩部傳承有青龍寺同學僧義真、景公寺深達、淨住寺海雲、崇福寺大遇、醴泉寺文苑等人，僅接受金剛界傳承者有青龍寺同學僧、法潤、義舟、義圓、青龍寺常堅、醴泉寺從賀、會昌寺新羅國均諒、玄法寺智深、玄法寺法全、玄法寺文祕等人，其中法全也傳授兩部大法給入唐的日僧圓仁、圓珍，圓仁亦曾面見義操、義真、法潤等人。